# Les Lupins
Les Lupins, anciennement Les Breuvachons ou Les Breuv', est un groupe de rock français, originaire de Châteauroux, dans l'Indre.

## Biographie
Le groupe se forme en 1999 sous le nom des Breuvachons, dans un café à l'occasion d'un spectacle improvisé. Le nom Breuvachons vient du patois berrichon (« pilier de comptoir ») qu'ils revendiquent pour son côté convivial et festif. Leur style musical est à la base du son rock (guitare, basse et batterie), ils ont ajouté les deux instruments dont le Berry a racheté les services : la vielle à roue et la cornemuse. En 2002, ils sortent leur premier album, C'est parti, on y va !.... Repérés par le producteur Hughes de Courson (Malicorne, Lambarena, Mozart l’Égyptien, Vivaldi l'Irlandais) au Festival interceltique de Lorient en 2003, les Breuvachons sont invités à se produire au Théâtre du Rond-Point de Jean-Michel Ribes.
C'est ici que le public vient assister au Grand Mezze, spectacle coanimé par Édouard Baer et François Rollin. Conquis après une brève audition, Baer et Rollin convient Les Breuvachons à se produire sur scène la semaine suivante. Profitant de ces quelques jours, les Breuvachons composeront l'Hymne du Grand Mezze qui figurera sur le DVD retraçant les moments de ces rencontres, intitulé Le Grand mezze. Ils participent la même année au concours musical international Emergenza et de les voir gagner la finale Française à l’Élysée-Montmartre devant 590 groupes français[réf. nécessaire]. Lors de la finale mondiale, en Allemagne, ils finiront à la troisième place du podium sur 6 000 candidats en lice de par le monde[réf. nécessaire].
Leur insigne (un B entouré d'un rond) et leur style inclassable s'imposent de plus en plus dans les festivals français et étrangers depuis leur collaboration avec leur tourneur Sherpah Productions (Manau, Michael Jones, Roland Dyens, NoJazz, Gabriel Yacoub...). Sous la houlette de la société de management Chapo Clac', produits par Lancosme Multimédia et distribués par Arcadès, leur nouvel opus composé de 13 titres est sorti en avril 2007 et dans la foulée l'enregistrement de leur deuxième DVD live. Forts de leurs 14 années d'existence avec 600 concerts au compteur (Suisse, Saint-Pierre-et-Miquelon, Festival Interceltique de Lorient...), soutenus par toute une région. Les Breuvachons passeront d'ailleurs en direct sur France 3 national lors d'une des deux étapes du Tour de France dans l'Indre en juillet 2008[réf. nécessaire].
En janvier 2014, le groupe décide de changer de nom et s'appelle alors Les Lupins. L'identité musicale et festive du groupe reste la même avec toutefois quelques chansons plus calmes.

## Membres
Il se compose de Sébastien Raingon (chant), Sylvain Mignon (flûtes et clarinette), Arnaud Beaulieu (mandoline et guitares), David Carrere (guitares), Emmanuel Monnet (vielle à roue), Nathalie Piffault (cornemuses du Centre France), Bruno Vertalier (batterie) et Matthieu Faujeau (basses à 6 cordes, fretless et contrebasse).

## Discographie
- 2002 : C'est parti, on y va !...
- 2004 : Le Grand mezze (Warner Records) (DVD)
- 2004 : Breuv's Not Dead
- 2006 : Sur le vif (DVD)
- 2007 : Définitivement Breuv’s
- 2008 : Breuv's le Concert (DVD)